# Liste des médaillés aux championnats d'Europe de gymnastique artistique - Barres parallèles
| Édition | Lieu              | Or                                                           | Argent                                                          | Bronze                                            |
| ------- | ----------------- | ------------------------------------------------------------ | --------------------------------------------------------------- | ------------------------------------------------- |
| 1955    | Francfort         | Helmut Bantz (GER) Boris Shakhlin (URS) Albert Azaryan (URS) | -                                                               | -                                                 |
| 1957    | Paris             | Jack Günthard (SUI) Joachim Blume (ESP)                      | -                                                               | Max Benker (SUI)                                  |
| 1959    | Copenhague        | Yuri Titov (URS)                                             | Ferdinand Danis (TCH)                                           | Pavel Stolbov (URS)                               |
| 1961    | Luxembourg        | Miroslav Cerar (YUG)                                         | Viktor Leontiev (URS)                                           | Giovanni Carminucci (ITA) Franco Menichelli (ITA) |
| 1963    | Belgrade          | Giovanni Carminucci (ITA)                                    | Boris Shakhlin (URS)                                            | Franco Menichelli (ITA)                           |
| 1965    | Anvers            | Miroslav Cerar (YUG)                                         | Franco Menichelli (ITA)                                         | Sergei Diamidov (URS) Erwin Koppe (GDR)           |
| 1967    | Tampere           | Mikhail Voronin (URS)                                        | Franco Menichelli (ITA)                                         | Giovanni Carminucci (ITA)                         |
| 1969    | Varsovie          | Mikhail Voronin (URS)                                        | Miroslav Cerar (YUG) Viktor Klimenko (URS)                      | -                                                 |
| 1971    | Madrid            | Giovanni Carminucci (ITA)                                    | Nikolay Andrianov (URS) Klaus Köste (GDR) Mikhail Voronin (URS) | -                                                 |
| 1973    | Grenoble          | Viktor Klimenko (URS)                                        | Nikolay Andrianov (URS) Mauro Nissinen (FIN)                    | -                                                 |
| 1975    | Berne             | Nikolay Andrianov (URS)                                      | Aleksandr Ditiyatin (URS)                                       | Viktor Klimenko (URS)                             |
| 1977    | Vilna             | Aleksandr Tikhonov (URS)                                     | Ralf Barthel (GDR) Eberhard Gienger (FRG)                       | -                                                 |
| 1979    | Essen             | Bogdan Makuts (URS)                                          | Aleksandr Dityatin (URS)                                        | Eberhard Gienger (FRG) Henri Boerio (FRA)         |
| 1981    | Rome              | Bogdan Makuts (URS)                                          | Aleksandr Tkachev (URS)                                         | Lutz Hoffmann (GDR) Eberhard Gienger (FRG)        |
| 1983    | Varna             | Yuriy Korolev (URS)                                          | Borislav Houtov (BUL)                                           | György Guczoghy (HUN)                             |
| 1985    | Oslo              | Dmitriy Bilozerchev (URS)                                    | Silvio Kroll (GDR)                                              | Vladimir Gogoladze (URS) Ulf Hoffmann (GDR)       |
| 1987    | Moscou            | Valeriy Lyukin (URS)                                         | Holger Behrendt (GDR)                                           | Maik Belle (GDR) Marian Rizan (ROU)               |
| 1989    | Stockholm         | Kalofer Hristozov (BUL)                                      | Andreas Wecker (GDR)                                            | Valentin Mogilny (URS)                            |
| 1990    | Lausanne          | Daniel Giubellini (SUI) Valentin Mogilny (URS)               | -                                                               | Kalofer Hristozov (BUL) Andre Hempel (GDR)        |
| 1992    | Budapest          | Zoltan Supola (HUN)                                          | Rustam Charipov (EUN)                                           | Vitaly Scherbo (EUN) Igor Korobchinsky (EUN)      |
| 1994    | Prague            | Alexei Nemov (RUS) Rustam Charipov (UKR)                     | -                                                               | Igor Korobchinsky (UKR) Yevgeniy Shabayev (RUS)   |
| 1996    | Broendby          | Vitaly Scherbo (BLR) Rustam Charipov (UKR)                   | -                                                               | Ivan Ivankov (BLR)                                |
| 1998    | Saint-Pétersbourg | Alexei Bondarenko (RUS)                                      | Mitja Petkovsek (SVN)                                           | Andreu Vivo (ESP)                                 |
| 2000    | Brême             | Mitja Petkovsek (SVN)                                        | Ivan Ivankov (BLR)                                              | Alexei Bondarenko (RUS)                           |
| 2002    | Patras            | Vassílios Tsolakídis (GRE)                                   | Mitja Petkovsek (SVN)                                           | Alexei Sinkevich (BLR)                            |
| 2004    | Ljubljana         | Roman Zozulya (UKR)                                          | Valeriy Honcharov (UKR)                                         | Yann Cucherat (FRA)                               |
| 2005    | Debrecen          | Manuel Carballo (ESP)                                        | Yann Cucherat (FRA)                                             | Mitja Petkovsek (SVN)                             |
| 2006    | Volos             | Mitja Petkovsek (SVN)                                        | Yann Cucherat (FRA)                                             | Ivan Ivankov (BLR)                                |
| 2007    | Amsterdam         | Mitja Petkovsek (SVN)                                        | Nikolai Kryukov (RUS)                                           | Epke Zonderland (NED)                             |
| 2008    | Lausanne          | Mitja Petkovšek (SVN)                                        | Yann Cucherat (FRA)                                             | Nikolaï Krioukov (RUS)                            |
| 2009    | Milan             | Yann Cucherat (FRA)                                          | Mitja Petkovsek (SVN)                                           | Fabian Hambuchen (GER)                            |
| 2010    | Birmingham        | Yann Cucherat (FRA)                                          | Vassílios Tsolakídis (GRE)                                      | Adam Kierzkowski (POL) Hamilton Sabot (FRA)       |
| 2011    | Berlin            | Marcel Nguyen (GER)                                          | Epke Zonderland (NED)                                           | Vassílios Tsolakídis (GRE)                        |
| 2012    | Montpellier       | Marcel Nguyen (GER)                                          | Oleg Verniaiev (UKR)                                            | Mitja Petkovsek (SVN)                             |
| 2013    | Moscou            | Oleg Stepko (UKR)                                            | Lucas Fischer (SUI)                                             | David Belyavskiy (RUS)                            |
| 2014    | Sofia             | Oleh Vernyayev (UKR)                                         | David Belyavskiy (RUS)                                          | Epke Zonderland (NED)                             |
| 2015    | Montpellier       | Oleh Vernyayev (UKR)                                         | Christian Baumann (SUI) Marius Berbecar (ROU)                   | -                                                 |
| 2016    | Berne             | David Belyavskiy (RUS)                                       | Oleh Vernyayev (UKR)                                            | Marcel Nguyen (GER)                               |
| 2017    | Cluj-Napoca       | Oleh Vernyayev (UKR)                                         | Lukas Dauser (GER)                                              | Nikita Nagornyy (RUS)                             |
| 2018    | Glasgow           | Artur Dalaloyan (RUS)                                        | David Belyavskiy (RUS)                                          | Oliver Hegi (SUI)                                 |
| 2019    | Szczecin          | Nikita Nagornyy (RUS)                                        | Petro Pakhnyuk (UKR)                                            | Ferhat Arıcan (TUR)                               |
| 2020    | Mersin            | Ferhat Arıcan (TUR)                                          | Petro Pakhnyuk (UKR)                                            | Robert Tvorogal (LTU)                             |
| 2021    | Bâle              | Ferhat Arıcan (TUR)                                          | David Belyavskiy (RUS)                                          | Christian Baumann (SUI) Lukas Dauser (CAN)        |
| 2022    | Munich            | Joe Fraser (GBR)                                             | Illia Kovtun (UKR)                                              | Giarnni Regini-Moran (GBR)                        |
| 2023    | Antalya           | Illia Kovtun (UKR)                                           | Ferhat Arıcan (TUR)                                             | Thierno Diallo (ESP)                              |
| 2024    | Rimini            | Illia Kovtun (UKR)                                           | Mários Georgíou (CYP)                                           | Noe Seifert (SUI)                                 |